# Synagogue d'Aschaffenbourg (1893-1938)

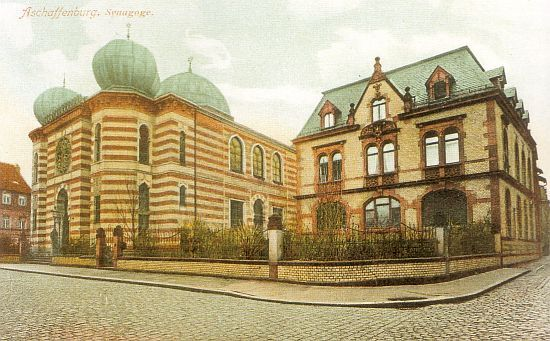
La synagogue d'Aschaffenbourg et le centre communautaire au début du XXe siècle

La synagogue d'Aschaffenbourg, inaugurée en 1893, a été détruite en 1938 lors de la nuit de Cristal comme la plupart des autres lieux de culte juif en Allemagne.
Aschaffenbourg est une ville allemande du Land de Bavière, dans le district de Basse-Franconie, sur la rive droite du Main, à 40 km au sud-est de Francfort-sur-le-Main. Elle compte actuellement près de 69 000 habitants.[évasif]

## Histoire de la communauté juive

### Moyen Âge
Une communauté juive existe déjà au Moyen Âge à Aschaffenbourg. La première preuve de son existence est une indication dans le Livre des morts de la collégiale Saint-Pierre et Saint-Alexandre pour l'année 1267-1268. En 1293, un Salman (Salomon) d'Aschaffenbourg est enregistré à Francfort. Puis différents Juifs d'Aschaffenbourg sont mentionnés en relation avec le paiement des impôts, les prêts d'argent, de garanties ou de paiements d'intérêts, surtout dans la première moitié du XIVe siècle, mais on ignore toujours combien de Juifs vivaient dans la ville.
Les persécutions des Juifs en 1337, par les bandes du chevalier Armleder, formées de Judenschläger (tueurs de Juifs), et en 1348-1349, à la suite de la peste noire, déciment la communauté d'Aschaffenbourg. Après la peste noire, les Juifs vont dépendre de l'archevêque de Mayence.  En 1359, on ne compte plus que deux Juifs dans la ville. En 1340, un Joseph d'Aschaffenbourg est mentionné comme évêque des Juifs à Mayence.

### LeXVeet leXVIesiècle
Au XVe siècle, des Juifs de Babenhausen, de Bamberg et d'Emmerich s'installent à Aschaffenbourg, tandis qu'en sens inverse, des Juifs d'Aschaffenbourg partent s'installer à Worms, Sobernheim, Colmar, Tauberbischofsheim ou Francfort-sur-le-Main, comme Simon d'Aschaffenbourg, auteur de Juncturam bonam. Les Juifs de la ville vivent principalement du prêt d'argent sur gage. En 1447/1448, un médecin juif, Vyvis von Aschaffenburg, est mentionné dans le duché de Juliers-Berg. En 1470, les Juifs sont expulsés par l'archevêque de Mayence Adolphe II.
Au XVIe siècle, vivent en ville trois ou quatre familles juives, dont celle de Simeon ben Isaac ha Levi, auteur des livres Masoret ha-Mikra (1572) et Devek Tov (1588). Dans les années 1600, 15 familles juives sont installées en ville et 20 dans les années 1700. À cette époque, ces familles vivent presque exclusivement du commerce de bétail et de chevaux ou du textile.

### LeXIXeet leXXesièclejusqu'à l'arrivée des nazis
Au XIXe siècle, le nombre d'habitants juifs croit fortement: de 35 familles en 1803, on passe à 24 familles en 1807, puis un nombre d'environ 200 Juifs en 1827, 286 en 1871, 605 en 1900, pour atteindre le nombre maximum de 637 en 1910. En 1807, les résidents juifs ont pour la première fois l'autorisation d'exercer un métier artisanal. 
Jusqu'au XIXe siècle, la communauté juive d'Aschaffenbourg dépend du rabbinat de Mayence, avant de devenir le siège d'un rabbinat de district. Jusqu'en 1933, au rabbinat de district d'Aschaffenbourg, sont rattachées de nombreuses petites communautés juives des villes avoisinantes: Eschau, Fechenbach, Goldbach, Großostheim, Hörstein, Kleinheubach, Kleinwallstadt, Klingenberg am Main, Lohr am Main, Miltenberg, Mittelsinn, Bad Orb, Röllbach, Schöllkrippen, Wörth am Main.
La communauté juive se dote de nombreuses associations caritatives, dont les plus importantes sont: la Chewra Kadischa – Bikkur Cholim, société du dernier devoir et de visite aux malades, fondée en 1725; la Israelitischer Frauenverein (Association des femmes israélites), pour l'assistance aux pauvres, fondée en 1854; la Israelitischer Armenverein (Association israélite pour les pauvres), fondée vers 1880: la Wohltätigkeitsverein (Association de bienfaisance), la Verein zur Wahrung jüdischer Interessen (Association pour la défense des intérêts juifs); la Talmud Thoraverein (Association du Talmud Torah); la Fürsorgeverein für israelitische Nerven- und Geisteskranke (Association d'assistance aux malades mentaux et nerveux israélites) constituée en 1909 et la branche locale de la Central-Verein deutscher Staatsbürger jüdischen Glaubens (Association centrale des citoyens allemands de religion juive).

### La période nazie
Jusqu'en 1933, les Juifs possèdent des entreprises commerciales et industrielles qui jouent un rôle important dans la vie économique locale. Ils possèdent, entre autres, en 1933, 20 usines de fabrication de vêtements. À cette date, 591 Juifs habitent encore en ville, dont 94 enfants d'âge scolaire. À partir de 1934, ceux-ci sont renvoyés de l'école publique, et étudie dans l'école privée juive composée de quatre classes. En août 1938, la communauté juive célèbre dans la crainte les 25 ans de carrière de l'enseignant Leo Schloss.
Dès l'arrivée au pouvoir des nazis en 1933, la violence contre les Juifs s'amplifie: en août 1935, apparaissent les premières pancartes indiquant  Juden unerwünscht (Juifs non désirés) dans les établissements publics; en juin 1936, le cimetière juif est profané et de plus en plus, se déroulent des arrestations arbitraires de Juifs. Après les émeutes de la nuit de Cristal pendant lesquelles la synagogue a été incendiée et de nombreux commerces et habitations juives ont été pillés, de nombreux habitants juifs quittent la ville, pour s'installer dans les grandes villes allemandes ou émigrer à l'étranger. Parmi eux, le rabbin du district, Dr Bloch, qui émigre en Palestine. On estime à environ 300 personnes le nombre de Juifs qui ont quitté Aschaffenbourg à partir de 1933: parmi eux, 149 sont partis aux États-Unis, 42 en Angleterre, 29 en Palestine. 121 autres ont quitté Aschaffenbourg pour s'installer dans d'autres villes allemandes, dont 73 à Francfort. Sur les Juifs restés à Aschaffenbourg, 128 sont transférés le 23 avril 1942 à Wurtzbourg et deux jours plus tard déportés à Izbica dans le district de Lublin en Pologne. Le 6 septembre 1942, 42 sont transférés à Wurtzbourg puis déportés le 10 septembre au camp de concentration de Theresienstadt. Un dernier groupe de 16 personnes est déporté le 22-23 septembre à Theresienstadt. 
Au total, 188 personnes ne reviendront pas des camps de la mort.
Après la fin de la guerre, seul un très petit nombre de Juifs se réinstalle à Aschaffenbourg. En 1961, leur nombre est estimé à 13.

## Histoire de la synagogue

### Le synagogue du Moyen Âge
Au Moyen Âge, le quartier juif est situé en centre ville, près de la place du Marché, dans le secteur de la grande ruelle des bouchers (Metzgergasse), aujourd'hui la Dalbergstraße, et de la Stiftsplatz. Une synagogue y est mentionnée pour la première fois en 1344. Avant et après l'époque de la peste noire, elle se trouvait à l'angle de la Dalbergstraße et de la Rathausgasse. Elle est mentionnée sous le nom de Judenschule en 1363, 1383, 1385, 1397, 1437 et comme Synagoga Judeorum en 1402. Elle est utilisée pour les offices de la communauté jusqu'au milieu du XVe siècle. Pour des raisons inconnues, elle tombe en ruine et est rasée en 1459.
Des familles juives retournent à Aschaffenbourg à partir de la seconde moitié du XVIIe siècle, et en 1696, une nouvelle synagogue est érigée. Celle-ci sera plusieurs fois rénovée et agrandie dans le courant des deux siècles suivants. 

### La synagogue de 1840
En 1838, le rabbin d'Aschaffenbourg décide de réorganiser les offices, avec entre autres une modification concernant les piyyoutim, aménagement salué comme tout à fait appropriée par la majorité des fidèles. En même temps, des travaux de rénovation et de restauration du bâtiment sont réalisés en 1839 – 1840.  Pour financer ces travaux, une collecte de fonds est organisée dans tout le royaume de Bavière après autorisation donnée par le souverain:
« Munich, le 22 novembre 1838: Sa Majesté le Roi a été heureuse d'approuver la demande de la communauté juive d'Aschaffenbourg, d'effectuer une collecte auprès de tous les Israélites du royaume pour la fabrication de mobilier et l'aménagement architectural intérieur de la synagogue d'Aschaffenbourg; »
L'inauguration de la synagogue rénovée fait l'objet d'une fête en novembre 1840, suivie par une grande partie de la population de la ville:
« Dans notre ville devenue relativement calme, depuis le départ de la cour royale et le retrait de la garnison vers son camp d'entrainement, s'est déroulée vendredi passé une rare fête: une inauguration de synagogue. Non, les Israélites d'ici et du voisinage n'étaient pas les seuls concernés par cette fête; car presque toute la population chrétienne d'Aschaffenbourg a participé de la façon la plus chaleureuse et la plus sincère, démontrant par ce fait que les personnes sont souvent beaucoup plus bienveillantes, malgré leur mauvaise réputation d'intolérance. 

Les citoyens et les autorités ont rempli le temple décoré avec goût, et les Chrétiens comme les Juifs ont suivi avec grande dévotion le déroulement solennel de l'inauguration qui dura deux heures, émus par les mélodies édifiantes des chants de fête et édifié par les sermons très appropriés des rabbins. »

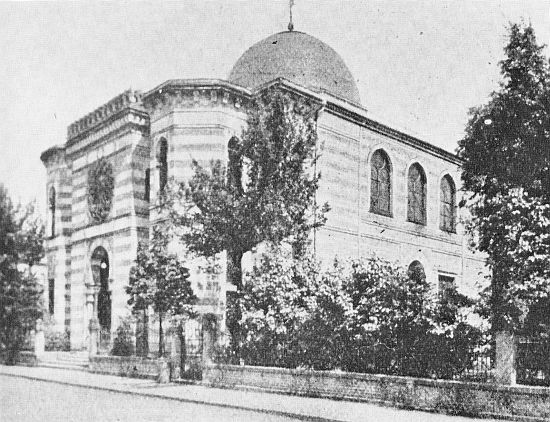
La synagogue avant la construction des deux petites coupoles

### La synagogue de 1893
En 1881, neuf membres de la communauté juive d'Aschaffenbourg demandent aux autorités l'autorisation d'ouvrir une salle de prière orthodoxe. Le tribunal administratif de Munich, dans son jugement en date du 5 août 1881, refuse d'accorder l'autorisation, sous le motif d'un risque de « schisme entre les Juifs d'Aschaffenbourg ». 

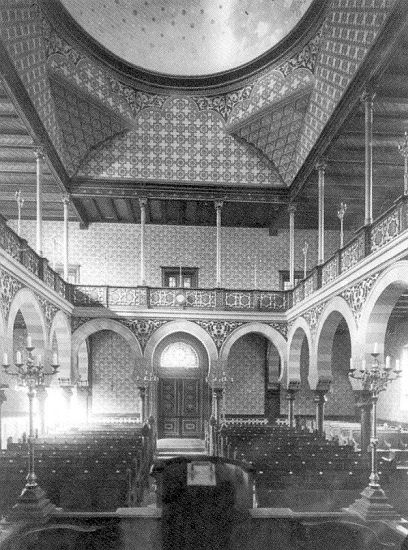
Intérieur de la synagogue

Dès la fin des années 1870, l'ancienne synagogue de la communauté est trop petite pour la communauté en pleine expansion. Sa vétusté empêche de l'agrandir et la communauté décide donc de construire une nouvelle synagogue. Entre les premières décisions et les débuts des travaux, il faudra attendre plus de dix ans. L'entreprise de construction d'Aschaffenbourg Franz et Roman Wörner est chargée de la planification et de la réalisation. Le bâtiment de style mauresque est construit en moellons et ses murs extérieurs alternent des bandes blanchâtres et rouge clair. L'intérieur comprend une galerie au premier étage, réservée pour les femmes, et une coupole centrale supportée par dix colonnes en granit poli. L'aménagement intérieur fait l'objet de dispute entre le rabbin Simon Bamberger de tendance orthodoxe et la communauté juive plus libérale. Pour le rabbin Bamberger, la galerie des femmes doit être séparée de la salle de prière réservée aux hommes par un treillis et la Bimah doit être maintenue traditionnellement au milieu de la salle de prière.  
Bamberger ne pourra pas imposer ses idées. Pour les finitions de la synagogue, la communauté juive reçoit d'un habitant juif de New York, natif d'Aschaffenbourg, la somme de 50 000 marks, sous condition que la synagogue adopte l'ancien rite juif. Le bâtiment est consacré le 30 septembre 1893.
L'ouverture officielle de la synagogue fait l'objet d'une fête solennelle, relatée dans les différents journaux juifs de l'époque. Le Allgemeine Zeitung des Judentums décrit la cérémonie :           
« Le 30 septembre, s'est déroulée l'inauguration de notre nouvelle synagogue de manière solennelle avec la participation d'un grand nombre de membres de la communauté et en présence de représentants de la municipalité et de nombreux invités. À 4 heures de l'après-midi, les rouleaux de Torah sont pris de la salle communautaire par le rabbin du district Bamberger, le chantre Wetzler, le président du culte Ab. Hamburger et Leop. Sternheimer, et amenés, accompagnés des membres de l'association cultuelle et des autres membres de la communauté, vers la nouvelle maison de Dieu. 

En atteignant la porte principale, M.. Bamberger prononce le Seu scheorim (ouvre les portes) et  Seh haSchaar (c'est la porte), puis la porte s'est ouverte et les rouleaux protégés par leur précieux manteau, ont pénétré dans la salle. Alors le chantre, M.. Wetzler, accompagné d'un chœur d'hommes et de garçons bien entraîné, chanta le Boruch habo (béni soit celui qui vient) et le Ma tobu (Qu'elles sont belles tes tentes) de façon exemplaire. Avec le chant Jehallelu (Alléluia), le rideau [de l'Arche Sainte] est tiré et le rabbin, le chantre et le ministre du culte déposent les rouleaux de torah dans l'Arche. Puis le rideau est remis en place devant le sanctuaire et ainsi se termine le moment le plus solennel de la cérémonie d'inauguration. 

Le chantre et le rabbin récitent alors les psaumes 30; 100 et 150. Puis le rabbin Bamberger fait le sermon de fête. Commençant par: Gelobt seist Du, Ewiger, Gott Israels, unseres Vaters von Ewigkeit zu Ewigkeit! (Béni sois-tu, d’éternité en éternité, Éternel, Dieu de notre père Israël!) et par Und nun, mein Gott, mögen doch Deine Blicke gewendet, Dein Vernehmen gerichtet sein auf das von dieser Stätte aufsteigende Gebet! (Maintenant, ô mon Dieu, que tes yeux soient ouverts, et que tes oreilles soient attentives à la prière faite en ce lieu!), l'orateur poursuit en implorant les plus fécondes bénédictions de Dieu sur la nouvelle maison consacrée à son service, qui doit constituer le lieu où les fidèles pourront tout particulièrement prendre conscience de son omniprésence céleste, se vivifier, s'ennoblir et s'élever. Le discours provenant d'un cœur entièrement possédé par son noble sujet, trouva ainsi son chemin vers les cœurs les plus nobles. Avec la bénédiction Und so sei die Huld des Ewigen, unseres Gottes, über uns, und was wir unternehmen zur Erde Seines Namens, das befestige und richte Er auf! (Que la grâce de l’Éternel, notre Dieu, soit sur nous !
Affermis l’ouvrage de nos mains, oui, affermis l’ouvrage de nos mains!), le sermon se termine. Le rabbin dit alors la prière pour le bien de notre roi Othon et de notre prince-régent Léopold, puis pour toute la famille royale, et également pour le président du gouvernement, les dignitaires et fonctionnaires de la ville, les participants à la cérémonie d'inauguration et pour toute la population de la ville. Là-dessus, la cérémonie d'inauguration se termine. »
La revue Der Israelit relate de façon très similaire l'inauguration de la synagogue, mais en plus fait une description du bâtiment: 
« Le bâtiment est en grès blanc et rouge. La façade, à l'ouest, présente  un portail principal attrayant avec une grande rose richement décorée et est surmontée de deux petites coupoles, tandis qu'une troisième grande coupole embellit la salle principale du Temple et contribue à l'éclairage intérieur zénithal. L'intérieur se compose d'un vaisseau central porté par dix colonnes de granit rouge de Spessart poli et de deux collatérauxs, dont le point central architectonique et ornemental représente la grande coupole ci-dessus mentionnée. Celle-ci est revêtue de bleu avec des étoiles dorées, et la lumière pénétrant par elle, produit, contrairement à la lumière diffuse des vitraux polychromes, un effet gracieux et imposant en même temps.  »
En 1899, à côté de la synagogue, à la place de l'ancien bâtiment rabbinique, la communauté fait construire un nouveau bâtiment qui abrite une école juive, un centre communautaire avec un logement pour le rabbin et un foyer pour les pauvres. Cette construction est approuvée par la municipalité par 8 voix contre 1, qui attribue à la communauté une subvention de 4000 marks,.

### La destruction de la synagogue
Lors de la nuit de Cristal du 9 au 10 novembre 1938, une trentaine de membres de la SA pénètrent dans la synagogue et y mettent le feu. Les objets de culte, des tapis, 15 rouleaux de Torah, un précieux rideau d'Arche Sainte, et les archives de la communauté, dont certains actes et documents remontant aux années 1760 sur l'histoire de la communauté et du rabbinat de district, partent en fumée. L'incendie détruit l'ensemble du bâtiment. La vaste bibliothèque est confisquée. Les ruines seront rasées au printemps 1939.
Jusqu'au début des déportations, les offices continueront à se dérouler dans le centre communautaire, resté intact pendant la nuit de Cristal. 

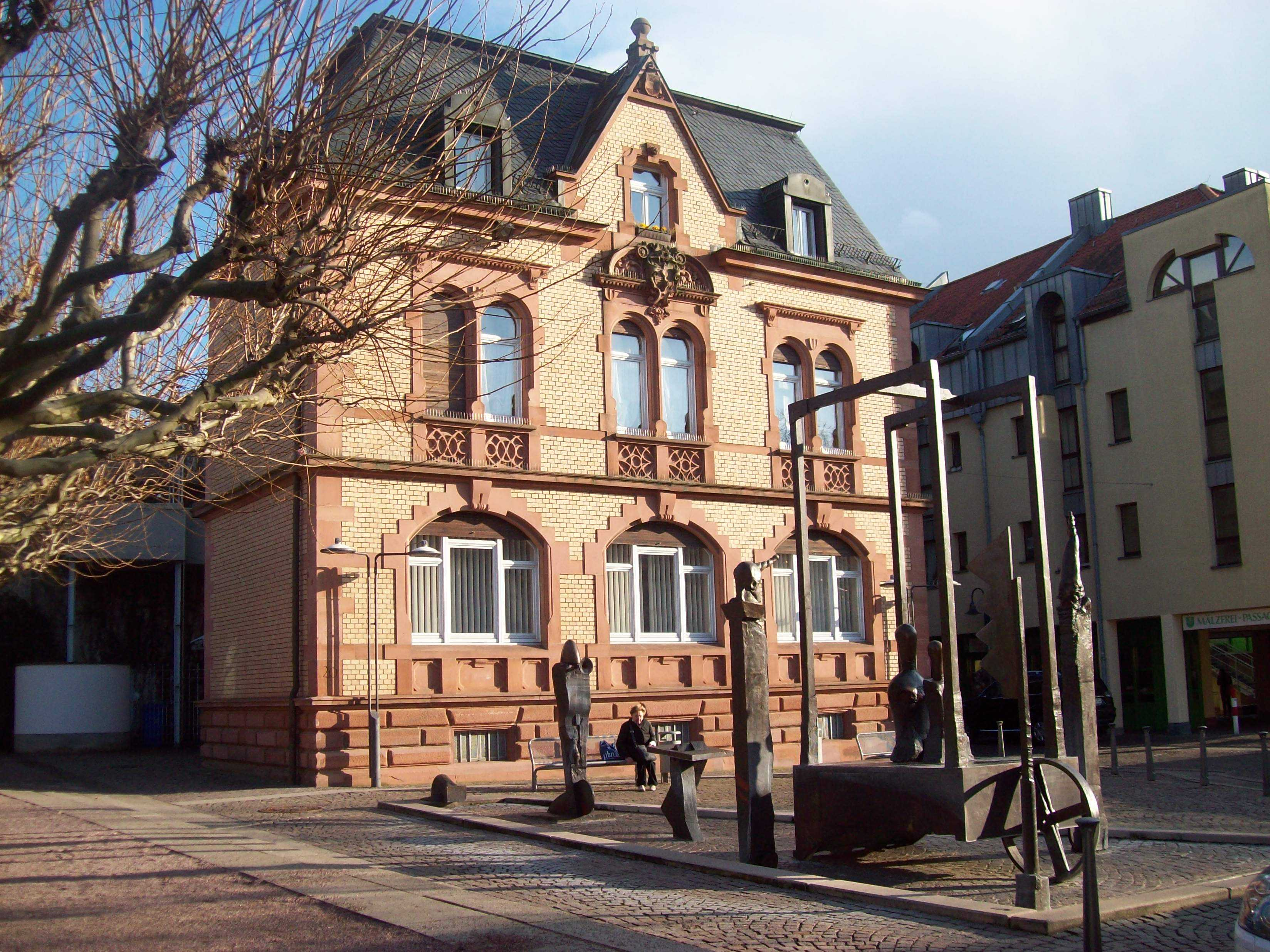
L'ancien centre communautaire juif épargné par les nazis, transformé en Centre de documentation des Juifs d'Aschaffenbourg

### L'après guerre
Après 1945, la ville d'Aschaffenbourg devient propriétaire du site de l'ancienne synagogue. La place de la synagogue prend le nom de Wolfsthalplatz, d'après le nom du banquier et bienfaiteur juif Otto Wolfsthal (1872-1942), qui avec six de ses coreligionnaires, s'est suicidé en 1942 pour échapper à la déportation. En 1984, la place est réaménagée comme mémorial selon les plans de l'architecte de Darmstadt Philipp Economou; un bosquet d'érables sycomores est planté à l'emplacement de la synagogue.
Jusqu'en avril 1978, le bâtiment de l'ancien centre communautaire juif, épargné pendant la guerre, sert de maison autogérée de la jeunesse, puis il est occupé par  le bureau de construction de la Sparkasse (caisse d'épargne) et à côté par une salle de prière musulmane, peut-être la seule située dans un bâtiment orné à l'extérieur d'une étoile de David.  Après rénovation du bâtiment, le 27 juillet 1984, le Centre de documentation des Juifs d'Aschaffenbourg, racontant plus de 700 ans d'histoire de la communauté juive Aschaffenbourg depuis ses débuts jusqu'à sa fin pendant la période nazie, est inauguré dans l'ancien centre communautaire juif. Une salle avec une Arche sainte offre la possibilité d'organiser des offices religieux juifs.
L'Association Haus Wolfsthalplatz, créée en 1985, contribue à la publication depuis 1993 de plusieurs publications sur la communauté juive d'Aschaffenbourg et prend soins des deux cimetières juifs de la ville ainsi que de celui d'Hörstein. Depuis 1996, elle remet chaque année le Prix de la culture contre l'oubli, doté de 5 000 euros.

### Les rabbins d'Aschaffenbourg desXIXeetXXesiècles
- Hillel Wolf Sondheimer  ou Sontheimer, né en 1749 à Sontheim bei Heilbronn, décédé en 1832 à Aschaffenbourg: après ses études, il devient professeur particulier à Fürth; en 1783, il présente sa candidature au poste de rabbin auxiliaire à Aschaffenbourg, où il est nommé en 1787 et rejoint son poste à l'été 1788. En 1803, il est nommé grand-rabbin, puis grand-rabbin de l'ancienne principauté d'Aschaffenbourg, poste qu'il occupera jusqu'à sa mort en 1832 à Ashaffenbourg.
- Israël Wertheimer: rabbin auxiliaire d'Aschaffenbourg vers 1807.
- Gabriel Loew Neuburger, né en 1808 à Burghaslach, décédé en 1888 à Aschaffenbourg: il étudie auprès du rabbin Naftali-Hirsch Kunreuther (de) à Gelnhausen, du rabbin Hirsch Traub à Mannheim, puis du rabbin  Seckel Löb Wormser (en) à Michelstadt. Il poursuit ses études à Munich où il est précepteur. À partir de 1832, il est administrateur rabbin à Aschaffenbourg; après des plaintes des orthodoxes[18], il est relevé de ses fonctions[19],[20] comme rabbin de la réforme; il travaille alors comme commerçant à Aschaffenbourg, et devient propriétaire d'une importante affaire de mercerie
- Abraham Adler, né en 1808 à Kleinsteinach, décédé en 1880 à Aschaffenbourg:; après des études talmudiques à Burgpreppach et Adelsdorf, il s'inscrit en 1823 à la yechiva de Fürth, puis à celle d'Erlangen puis à Wurtzbourg, où de 1832 à 1834, il étudie à l'Université et à la yechiva du grand-rabbin Abraham Bing. Après ses études, il retourne à Kleinsteinach; de 1838 à 1845, il est rabbin de district à Burgpreppach, de 1845 à 1880, rabbin à Aschaffenbourg[21],[22]; en raison de conflits avec la communauté, il s'installe par moments à  Kleinheubach

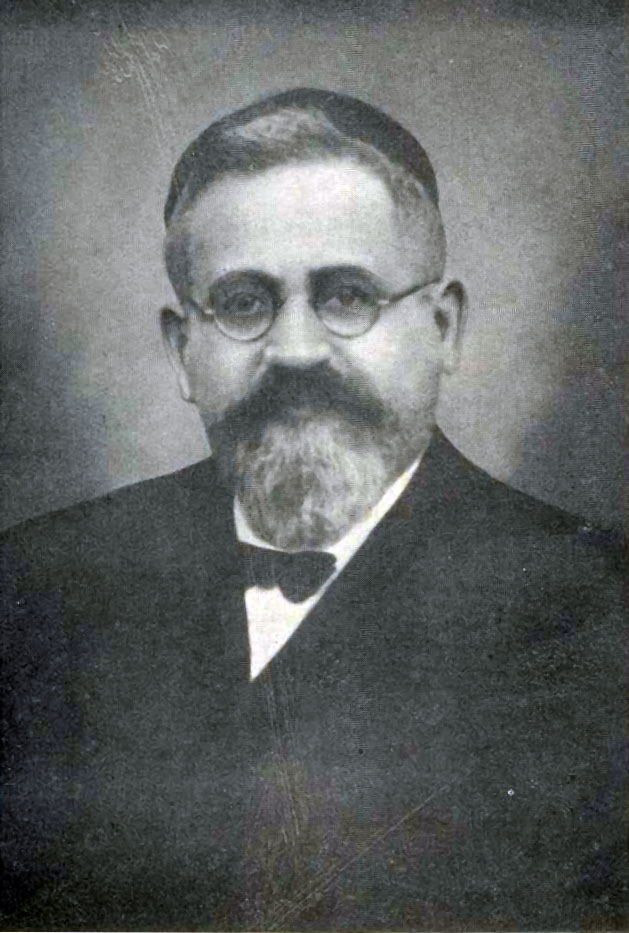
Rabbin Raphael Breuer

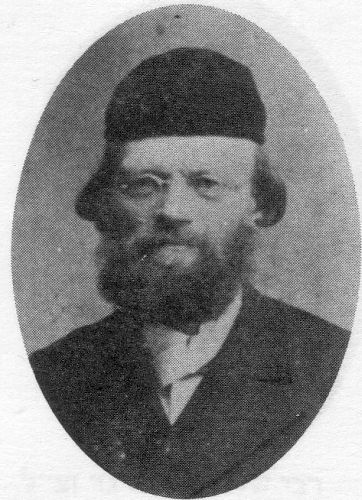
Rabbin Simon Bamberger

- Simon (Simcha) Bamberger, né en 1832 à Wiesenbronn, décédé en 1897 à Aschaffenbourg[23]: il est le fils du rabbin Seligmann Bär Bamberger; il fait ses études à Wurtzbourg; en 1854, il fonde à Colmar une école préparatoire rabbinique pour le séminaire rabbinique de Metz. En 1856, il est nommé rabbin à Fischach et en 1881 administrateur rabbin à Aschaffenburg où il est nommé en 1888, rabbin de district.
- Dr Gustav Wachenheimer, né en 1872 à Biebesheim am Rhein, décédé en 1931 à Aschaffenbourg : lycée et étude talmudique à Pfungstadt; puis à Francfort; étude universitaire à Berlin et à Tübingen; occupe le poste de rabbin de district à Aschaffenbourg[24],[25] de 1898 à 1909.
- Dr Raphael Breuer, né en 1881 à Pápa en Hongrie, décédé en 1932 à Aschaffenbourg; étudie à la yechiva de son père, le rabbin Salomon Breuer à Lauschbrünn; étude universitaire à Gießen, Strasbourg et Heidelberg; occupe le poste de rabbin de district à Aschaffenbourg[26] de 1909 à 1932.
- Dr Fritz Bloch, né en 1903 à Munich, décédé en 1979 à Stuttgart: après avoir fréquenté l'école à Munich, il poursuit ses études à Breslau (actuellement Wrocław en Pologne); études rabbiniques complémentaires effectuées à Telce (actuellement en Tchéquie), Mir (actuellement en Biélorussie) et Berlin; occupe le poste de rabbin de district à Aschaffenbourg[27] de 1932 à 1938. Fin 1938, émigre en Palestine et retourne en Allemagne après la Seconde Guerre mondiale. En 1953, il succède au rabbin Siegbert Neufeld comme grand-rabbin du Land de Wurtemberg-Hohenzollern à Stuttgart.